# Eso (isola)
Eso o Eso Grande (in croato: Iž) è un'isola della Croazia non lontana da Zara. L'isola è situata nell'arcipelago zaratino tra l'Isola Lunga, ad ovest, da cui è separata dal canale di Eso (Iški kanal), e quella di Ugliano, ad est, che si trova al di là del canale di Mezzo (Srednji kanal). Amministrativamente appartiene al comune di Zara, nella regione zaratina. Al pari delle isole vicine si sviluppa molto in lunghezza lungo un asse nord-ovest/sud-est, mentre in larghezza non misura che un paio di chilometri. Lungo la costa orientale, che offre approdi maggiormente riparati, si affacciano i principali centri abitati: Eso Grande (Veli Iž) ed Eso Piccolo (Mali Iž).
L'isola mantiene un'antica tradizione di fabbricazione della ceramica, con la produzione degli Iški lopiži (tipici contenitori di argilla), che assieme al turismo, alla pesca ed alla coltivazione dell'olivo costituisce il fondamento dell'economia dell'isola.
Abitata nell'Età del bronzo, presenta reperti illirici, celtici e romani. Costantino VII Porfirogenito, nel X sec., la chiamava Ez.

## Geografia
Eso è lunga 12 km da punta Lussiglianza, Lussiglinaz o Ossilienaz (Osiljinac), a nord, a punta Parga o Parda (rt Parda), l'estremità meridionale. L'isola ha una superficie di 17,59 km² e lo sviluppo costiero è di 35,22 km, l'elevazione massima, 168 m s.l.m., è quella del monte Corigna (Korinjak), nella parte settentrionale dell'isola. Tra Eso e l'Isola Lunga si trova l'isola di Rava.

### Isole adiacenti

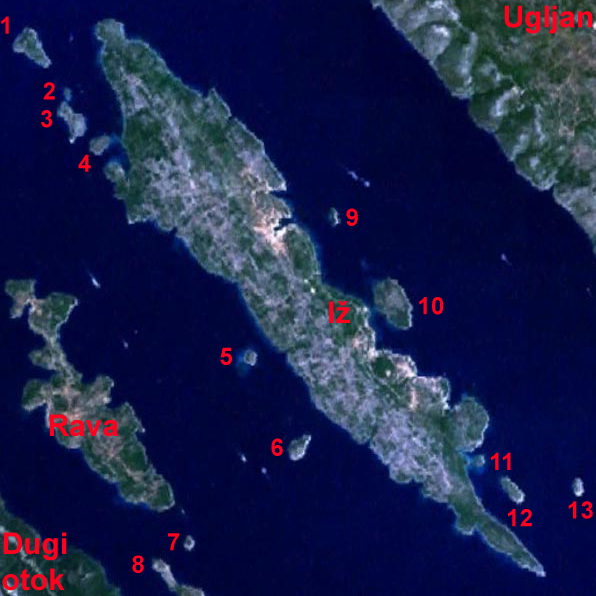
Eso e gli isolotti satelliti

Eso è circondata da una decina di isolotti, il più grande dei quali è Conte.
1. Belli[4][7], Bilo[8][15], Beli[5] o Isolotto Grande[16] (Veli Otok), circa 1 km ad ovest di punta Lussiglianza, l'isolotto ha una superficie di 0,202 km²[1] e una costa lunga 2 km[1], l'elevazione massima è di 42,4 m[2] 44°04′50″N 15°03′10″E.
2. Isolotto Piccolo[17], Szigkgne[8][15] o Mali[7] (Mali Otok), scoglio con una superficie di 0,01 km²[1], la costa di 2 km[1], alto 6 m[2]; situato a sud-est di Belli; dista circa 700 m da Eso 44°04′23″N 15°03′48″E.
3. Isolotto di Mezzo[18], Tovariak[8][15], Mezzo[4] o Sridgni[7] (Srednji Otok), tra Szigkgne e Stagnago con una superficie di 0,14 km²[1], la costa di 1,8 km[1] e un'elevazione di 34 m[2] 44°04′15″N 15°03′45″E.
4. Stagnago[4][19], Stagnak[8][15] o Glurovich[7] (Glurović), isolotto tra Mezzo e punta Saline (a circa 250 m da ambedue[2]; ha una superficie di 0,071 km²[1], una costa lunga 1,01 km[1] e un'elevazione di 26 m[2] 44°03′55″N 15°04′14″E.
5. Cudizza[4][8][15][20] o Kodizza[7] (Kudica),  isolotto rotondo con un'area di 0,038 km², la costa lunga 0,39 km[1], alto 22,8 m[2]; situato a circa 250 m[2] dalla costa occidentale 44°01′52″N 15°06′12″E.
6. Follia[4][21], Fulia[15] o Follich[7] (Fulija), piccolo isolotto con una superficie di 0,088 km², la costa di 1,23 km[1] e l'altezza di 39,6 m[2]; si trova vicino alla costa sud-ovest di Eso, a 450 m circa[2] 44°01′01″N 15°06′46″E.
7. Oliveto[4][22] (Maslinovac), isolotto adiacente a Rava.
8. Santo Stefano (Luški Otok), adiacente all'Isola Lunga.
9. Ruta[4][23], Raugnac[8][15] o Raugnak[15] (Rutnjak), piccolo isolotto con una superficie di 0,025 km²[1], la costa lunga 0,67 km[1] e un'altezza di 15,2 m[2]; di fronte al porto di Eso Grande (uvala Veli Iž), sulla costa orientale 44°03′13″N 15°07′18″E.
10. Isolotto del Conte (Knežak), il maggiore degli isolotti satelliti di Eso; a nord del porto di Eso Piccolo.
11. Scoglietto[24] o Scoglich[7] (Školjić), scoglio situato al centro di valle Vodegna[4] e che la divide in due parti (uvala Mala vodenjak e uvala Vela vodenjak); ha una superficie di 0,018 km²[25], la costa lunga 513 m[25] e l'altezza di 5 m[2] 44°00′53″N 15°09′12″E.
12. Tomesgago[4], Tomesgnago[26], Tomesgnac[8][15] o Tomesgnak[7] (Tomešnjak o Gaćinov Školj), piccolo isolotto di forma ovale, a sud-est di valle Vodegna; ha una superficie di 0,082 km²[1], la costa lunga 1,2 km[1] e l'altezza di 20 m[2] 44°00′42″N 15°09′32″E.
13. Dragoves (Mrtovnjak o Maćin Školj), circa 900 m a est di Tomesgago.

### Cartografia
- (HR) Mappa topografica della Croazia 1:25000, su preglednik.arkod.hr. URL consultato l'8 aprile 2017.
- G. Giani, Carta prospettiva delle Comuni censuarie della Dalmazia, foglio 2, 1839. Fondo Miscellanea cartografica catastale, Archivio di Stato di Trieste.
- Carta di cabottaggio del mare Adriatico, foglio VII, Milano, Istituto geografico militare, 1822-1824. URL consultato il 12 aprile 2017 (archiviato dall'url originale il 13 aprile 2013).